# Batalla de Corralito
La batalla de Corralito se desarrolló el 29 de septiembre de 1870, en el marco de la Revolución de las lanzas en 1870, se enfrentaron en el paraje conocido como Puntas del Corralito, en el Departamento de Soriano, las tropas sublevadas al mando de Timoteo Aparicio y el ejército gubernista que comandaba Francisco Caraballo. Siendo vencedores los revolucionarios.

## Antecedentes
Luego de que los 1.200 hombres, que tenía Anacleto Medina, se sumaran al ejército rebelde de Timoteo Aparicio, se produciría el 12 de septiembre de 1870, la Batalla de Paso Severino, siendo vencedores los revolucionarios, luego de esa victoria, los revolucionarios, se dirigieron hasta el Departamento de Soriano, enfrentándose contra las fuerzas gubernistas del general Francisco Caraballo que se encontraban operando en el departamento de Soriano, en las cercanas de la Estancia de Duway entre las Puntas del arroyo Corralito y la Cuchilla del Bizcocho. Por su parte el ejército revolucionario de Timoteo Aparicio se encontraba próximo arreando caballadas. 

## Transcurso de la batalla
Sobre la referida estancia se encuentran ambos ejércitos tendido la línea de batalla. El ejército gubernista estaba compuesto por 4.000 hombres y 4 piezas de artillería y el revolucionario por una fuerza similar. Los blancos son los primeros en llevar adelante las cargas de caballería; Anacleto Medina choca contra el ala derecha del general Caraballo mientras que se intenta envolver la izquierda con las caballerías de Ángel Muniz. El centro gubernista resiste el ataque y logra frenar el ímpetu arrollador de la caballería revolucionaria. Esta comenzó a maniobrar nuevamente por ambos flancos y alcanzó las posiciones de la retaguardia gubernista, asaltando el parque y las caballadas, al momento que desbarataba las fuerzas de reserva. Caraballo se vio obligado a cerrarse sobre la posición que ofrecía la Estancia de Duway con el resto de sus cuadros de infantería, artillería y los remanentes de caballería. Timoteo Aparicio cerca la posición de Caraballo, intimándole la rendición para evitar derramar más sangre. El general Caraballo acepta las propuestas del caudillo nacionalista y queda acampado con sus tropas a orillas de una cañada cercana, para firmar al amanecer del día siguiente la capitulación. En la oscuridad de la noche estas tropas por orden del general Caraballo se retirándose aproximadamente 2.000 hombres, no dando cumplimiento con su palabra de honor y dejando 2.000 muertos aproximados en el campo de batalla.

## Consecuencias
Luego de que los revolucionarios volvieran a vencer, en la batalla, se dirigirían hacia Montevideo, la capital del gobierno colorado, implantando un sitio en dicha ciudad, y tomando el Fuerte del Cerrito.
- Datos: Q5722381